# Raymond Le Goff
Pour les articles homonymes, voir Le Goff.
Raymond Le Goff, né le 4 juillet 1913 dans le 8ème arrondissement de Paris et mort le 8 juillet 2005 à Bry-sur-Marne, est un joueur français de rugby à XV, qui a joué avec l'équipe de France au poste de trois-quarts aile (1,75 m pour 78 kg). 

## Carrière

### En club
- US Métro

### En équipe de France
Il a disputé son premier test match le 15 mai 1938 contre l'équipe de Roumanie. Son deuxième et dernier test match fut contre l'équipe d'Allemagne, le 22 mai 1938.

## Palmarès
- 2 sélections en équipe nationale (en 1938).
- 1 essai (3 points).